# Тајрис Гибсон
Тајрис Дарнел Гибсон (енгл. Tyrese Darnell Gibson; Лос Анђелес, 30. децембар 1978) амерички је певач, текстописац, глумац, продуцент и бивши манекен. Најпознатији је по улози Романа Пирса у филмском серијалу Паклене улице.